# Krugle
Krugle ist eine Suchmaschine, die sich an Programmierer und andere Entwickler richtet. Sie erlaubt es, wiederverwendbaren Quelltext, beispielsweise solchen mit einer Open-Source-Lizenz, zu durchsuchen. Der Name der Suchmaschine sowie des gleichnamigen Softwareherstellers leitet sich vom Namen des Unternehmensmitbegründers Ken Krugler ab.
Zu den von der Suchmaschine unterstützten Open-Source-Projekten gehören unter anderem Repositories wie Sourceforge.net, das Sun Developer Network, auf Microsofts Shared-Source-Seite CodePlex gehostete Projekte, Apache, JavaDocs sowie Wikipedia. Insgesamt werden angeblich mehr als 100.000 Projekte durchsucht. Zu Beginn des Jahres 2007 umfasste der Suchindex angeblich über 2 Milliarden Zeilen Quelltext. Nutzer können sich die gefundenen Quelltexte untereinander im Internet zur Verfügung stellen. Die Beta-Phase von Krugle ist abgeschlossen. Die Suchmaschine wird vom gleichnamigen Softwarehersteller Krugl entwickelt und ist seit dem 14. Juni 2006 öffentlich nutzbar. Die Benutzeroberfläche ist in AJAX gehalten und in Tabs (Karteireiter) gegliedert.
Die Suchmaschinen Koders und Codefetch und andere verfolgen ähnliche Konzepte. Krugle wolle sich von diesen Suchmaschinen vor allem durch die Möglichkeiten absetzen, „dass Entwickler Bemerkungen zu Code und Dokumentation hinzufügen, Lesezeichen setzen und Sammlungen von Suchresultaten in einem ‚Workspace‘ mit Karteireitern und eigener URL sichern können“.
Neben der kostenlosen Suchmaschine mittels Webinterface gibt es auch eine eigenständige kostenpflichtige Anwendung, die unter dem Namen Krugl-Enterprise vertrieben wird. Diese Anwendung richtet sich vorwiegend an Entwicklerteams und lässt sich für diverse Entwicklungssysteme, wie ClearCase, Perforce, Microsoft Team Foundation Server und Subversion, konfigurieren. Krugle Enterprise 2.0 erschien im Februar 2008.